# 羅德斯山
66°49′S 51°9′E / 66.817°S 51.150°E
羅德斯山是南極洲的山峰，位於恩德比地，屬於圖拉山脈的一部分，該山峰根據澳大利亞探險隊拍攝的空中照片被繪入地圖。